# Édit pour les Juifs bavarois de 1813
L'Édit pour les Juifs bavarois de 1813 (en allemand Bayerisches Judenedikt von 1813) est un édit publié le 10 juin 1813 par Maximilian von Montgelas, ministre du roi de Bavière Maximilien Ier. Il réglemente la situation juridique des habitants juifs du Royaume de Bavière.
Cet édit décrète l'abolition de la juridiction juive et permet aux Juifs d'acquérir des biens fonciers. L'autorisation de résidence des Juifs est soumise à une immatriculation préalable. Cet enregistrement est destiné à limiter pour chaque localité le nombre maximum de Juifs autorisés à résider, nombre qui devra si possible être abaissé, et à permettre le contrôle des déplacements des Juifs ainsi que des possibilités de fonder une famille car tout mariage devra être approuvé par les autorités.  
L'édit constitue une étape dans l'histoire de l'assimilation des Juifs de Bavière. La pleine égalité juridique pour les Juifs de Bavière n'interviendra qu'en 1871, avec l'adoption de la Constitution de l'Empire allemand. 

## Texte de l'édit
§ 1 Seuls les fidèles juifs qui ont obtenu la naturalisation dans nos États de manière légale, peuvent acquérir les droits civils et privilèges énumérés dans cet édit. 
§ 2 Afin de pouvoir jouir de ces avantages, une immatriculation préalable dans le registre des Juifs auprès des autorités de police est nécessaire.   
§ 3 À cette fin, dans les trois mois après la promulgation de cet édit, tous les Juifs se trouvant dans notre royaume, devront s'enregistrer au poste de police de leur lieu de résidence, en mentionnant leur profession, leur âge, l'importance de leur famille et sa croissance envisagée et en soumettant les originaux de leurs lettres de protection, des concessions ou de leur permis de séjour.
§ 6 La police transmet alors toutes ces informations au Commissariat général qui décide si le Juif peut ou pas être immatriculé. 
§ 7 Si le Commissariat général approuve l'immatriculation du Juif, celui-ci doit prêter serment sur la Bible, après quoi, l'inscription a lieu dans le registre d'immatriculation, et il lui est fourni un extrait de son immatriculation, lequel remplace toutes les lettres de protection existantes. 
§ 8 Le registre d'immatriculation doit mentionner l'ancien et le nouveau nom de famille du Juif, et être déposé auprès de Commissariat général. Chaque poste de police reçoit un extrait des immatriculations le concernant. 
§ 10 Les Juifs qui dans les trois mois soit 1. ne se sont pas présentés ou n'ont pas apporter leurs documents, ou 2. n'ont pas pris un nom de famille, ou 3. ont refusé le serment de ressortissant, doivent être traités simplement comme des Juifs étrangers. 
§ 11 Toute immigration et établissement de Juifs étrangers dans le royaume est absolument interdit.
§ 12 Le nombre de familles juives dans les endroits où elles se sont installées, ne peut pas, en règle générale, augmenté, mais doit plutôt être réduit progressivement s'il est trop important.  
§ 13 La domiciliation d'une nouvelle famille dans un lieu où les Juifs sont déjà installés, ou dans un endroit où il n'y a pas de Juifs, ne peut se faire que dans des cas extrêmes et ne pourra être approuvé que 1. dans le cas de la construction d'usines ou de grandes entreprises commerciales; 2. Dans le cas de recherche d'un artisan spécifique, si le Juif possède une maîtrise; 3. s'il achète suffisamment de terre pour son propre travail, afin de nourrir sa famille de sa culture, sans avoir besoin d'exercer une profession commerciale en sus. 
§ 15 Pour détourner les juifs de leurs anciens métiers aussi inadéquats que nuisibles, et permettre à chacun d'obtenir une source de revenu compatible avec leur situation présente,  ils doivent accepter de travailler dans toutes les branches comme l'agriculture, l'artisanat, les emplois dans les usines et les commerces ordinaires,  et en conséquence, leur métier actuel de colporteur doit être graduellement, mais dès que possible arrêté. 
§ 20 Tous les métiers de colporteur, fripier, porteballe doivent être dans le futur interdits, et la fabrication à domicile doit rester interdite. (...)  
§ 23 La liberté totale de croyance est garantie aux fidèles juifs dans le royaume. (...)
§ 24 Si dans un district de la division territoriale du Reich, le nombre de familles juives dépassent 50, ils sont autorisés à constituer leur propre communauté religieuse, et à un emplacement autorisé par la police, avoir leur synagogue, un rabbin et leur propre cimetière.  
§ 32 Les enfants juifs des deux sexes sont comme nos autres sujets rattachés à une école publique, aussi bien dans les villes qu'à la campagne, et reçoivent le même enseignement, à l'exception des cours de religion... (...)
§ 33 Les Juifs sont autorisés à créer leurs propres écoles ... (...)

## Source et littérature
- (de) Cet article est partiellement ou en totalité issu de l’article de Wikipédia en allemand intitulé « Bayerisches Judenedikt von 1813 » (voir la liste des auteurs).
- (de):  Gesetzblatt für das Königreich Bayern, 1813 (bulletin officiel du Royaume de Bavière de 1813)
- (de):  Michael Brenner; Stefi Jersch-Wenzel et Michael A. Meyer: Deutsch-jüdische Geschichte in der Neuzeit; éditeur: C.H. Beck; Munich; 1996;  (ISBN 3406397034)
- (de):  Karl Weber: Neue Gesetz- und Verordnungen-Sammlung für das Königreich Bayern mit Einschluß der Reichsgesetzgebung; volume  1; Nördlingen; 1880
- (de):  Richard Mehler: Die Matrikelbestimmungen des bayerischen Judenediktes von 1813. Historischer Kontext - Inhalt - Praxis; éditeur: Ergon Verlag; Würzburg; 2011; (Franconia Judaica; volume 6;  (ISSN 1864-6484);  (ISBN 978-3899138740)